# Isla Príncipe Eduardo
La isla del Príncipe Eduardo es la menor de las dos islas que conforman el archipiélago de las islas del Príncipe Eduardo. Es una isla austral situada al sur de Sudáfrica, a aproximadamente 1770 km al sudeste de Puerto Elizabeth. Se situá entre el océano Atlántico y el océano Índico subantártico.

## Geografía y geología
La isla Príncipe Eduardo es la más pequeña de las dos islas que conforman el archipiélago, de una superficie de 45 km²  a aproximadamente 19 km al noreste de la isla Marión. En el noroeste de la isla se encuentra el pico Von Zinderen Bakker, que alcanza una altitud de 672 m. Existen varios islotes y rocas a lo largo de la costa norte, como la roca Ship a 100 m, al norte del cabo más septentrional y la rocas Ross a 500 m, de la orilla.
El archipiélago al que pertenece es de origen volcánico, y de hecho, la isla Marion tiene un volcán que se consideraba extinto hasta su erupción en 1980, y que actualmente sigue activo.

## Clima
Las islas se encuentran directamente sobre el camino de las depresiones que se desplazan hacia el este durante todo el año, esto les da un clima excepcionalmente fresco y desagradable, la fuerza de los vientos y su dirección es del noroeste, predominante casi todos los días del año. La precipitación anual tiene un promedio de 2400 mm, hasta llegar a los 3000 mm sobre el pico de Mascarin. Llueve por regla general 320 días por año (aproximadamente 28 días por mes) y las islas están entre los sitios más nublados en el mundo, aproximadamente 1300 horas por año en el lado protegido del este de la isla Marion, pero cayendo alrededor de 800 horas de distancia en las costas occidentales de la isla Marion y la isla del Príncipe Eduardo. El verano y el invierno no son notablemente diferentes, con vientos fríos y amenaza de nieve o helada en cualquier momento del año. Sin embargo, la temperatura en febrero es de 8,3 °C (en pleno verano) y en agosto es de 3,9 °C (en pleno invierno).